# HD 212883
HD 212883，又名BD+36 4835，SAO 72344、HR 8549，是一颗恒星，视星等为6.46，位于銀經93.58，銀緯-17.05，其B1900.0坐标为赤經22h 22m 19.2s，赤緯+36° -17.05′ 5″。